# مريديث أوكس
مريديث أوكس (بالإنجليزية Meredith Oakes)
(ولدت 1946، سيدني) كاتبة مسرحية أسترالية عاشت في لندن منذ 1970. كتبت مسرحيات ومعالجات وترجمات ونصوص أوبرا وأشعار، ودرست الكتابة المسرحية في كلية هولواي الملكية ولمؤسسة آرفون. كما كتبت نقد موسيقي قبل أن تغادر أستراليا للعمل في صحيفة دايلي تليجراف في سيدني، ومنذ عام 1988 إلى 1991 لصحيفة ذي إندبندنت، إضافة للمساهمة في مجلات أخرى تشمل مجلة «ذا ليسنار».

## هوامش
1. ↑  Casarotto – Clients [وصلة مكسورة] نسخة محفوظة 2020-06-20 على موقع واي باك مشين.
2. ↑  The Independent. London https://web.archive.org/web/20200308050305/https://www.independent.co.uk/search/index.jsp?eceExpr=meredith+oakes. مؤرشف من الأصل في 2020-03-08. {{استشهاد بخبر}}: الوسيط |title= غير موجود أو فارغ (مساعدة)